# Призначення (фільм, 1973)
«Призначення» (рос. «Назначение») — радянський чорно-білий чотирисерійний художній телефільм 1973 року, знятий ТО «Екран».

## Сюжет
Герой фільму — інженер-будівельник, творча особистість, який бореться за перегляд проекту домобудівного комбінату.

## У ролях
- Анатолій Азо — Федір Петрович Кідін
- Микола Тимофєєв — Роман Помєлов
- Георгій Куликов — Туліков
- Микола Сергєєв — Михайло Щеглов
- Георгій Светлані — Кузьма Степанович
- Неллі Лазарева — Рита
- Володимир Самойлов — Баскалов
- Віктор Павлов — Дорошев
- Майя Булгакова — Степанівна
- Михайло Зимін — Оленко
- Олена Коренєва — Марійка
- Віктор Проскурін — Петя
- Лев Золотухін — Єлізаров
- Олена Ізмайлова
- Олександр Діденко — Хар'юзов
- Наталія Гундарєва — Майя Золоткова
- Юрій Каюров — Бєлов
- Євген Буренков — Івонін
- Валентина Владимирова — Марія Михайлівна
- Микола Алексєєв — Потєхін
- Тетяна Ткач — Віра
- Віктор Плют — Замчевський
- Зоя Федорова — Єлизавета Тимофіївна
- Михайло Бичков — Корнєєв
- Тетяна Говорова — Євдокія
- Сергій Тихонов — епізод
- Олег Жаков — Володимир Антонович
- Марія Зоріна — прибиральниця
- Борис Мішин — адміністратор
- Валентина Шпагіна — чергова
- Володимир Аршинов — епізод
- Н. Коваль — епізод
- Валентина Тализіна — епізод
- Л. Тихонова — епізод
- В. Коноваленко — епізод
- Дальвін Щербаков — епізод
- Тетяна Кононова — Галя
- Юрій Ричков — епізод
- Віталій Шаповалов — епізод
- Галина Самохіна — епізод
- Олександр Назаров — епізод
- Катерина Латишева — епізод
- Всеволод Шиловський — епізод
- Лев Фричинський — епізод
- Борис Новиков — епізод
- Олександр Лебедєв — епізод
- Ольга Долгова — епізод
- Тетяна Куліш — епізод
- Євген Князєв — епізод
- Тетяна Харламова — епізод
- Федір Одиноков — епізод
- Марія Сапожникова — епізод
- Олександра Данилова — епізод

## Знімальна група
- Режисер — Володимир Семаков
- Сценарист — Рита Бєляковська
- Оператор — Євген Анісімов
- Композитор — Андрій Ешпай
- Художник — Іван Тартинський